# Nichi Vendola

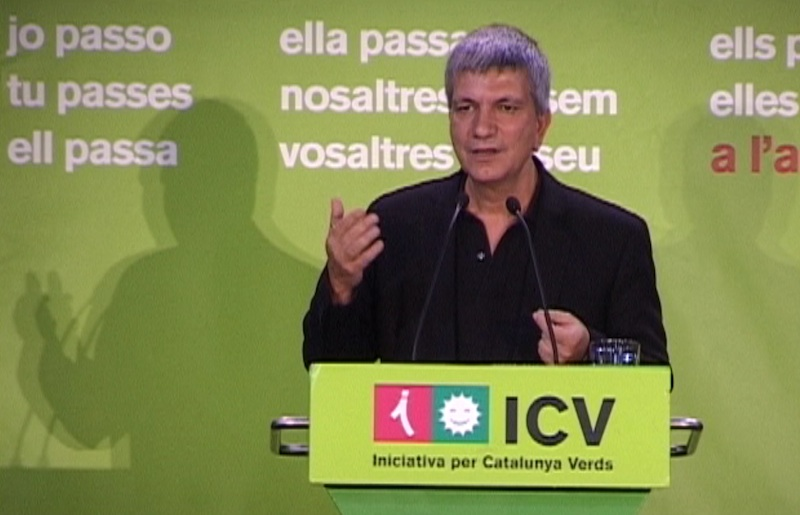
Nichi Vendola

Nicola Vendola, conegut per Nichi Vendola (Bari, 26 d'agost de 1958), és un polític italià. President de Sinistra Ecologia Libertà, va ser president de la Regió Pulla des de l'abril de 2005 al juny de 2015.

## Biografia
La infantesa la va viure a Terlizzi, municipi metropolità de Bari (Pulla). va començar a militar a la Federació de Joves Comunistes amb catorze anys. Va estudiar Filosofia i lletres a la Universitat de Bari on es va llicenciar amb una tesi sobre el poeta i director de cinema Pier Paolo Pasolini. Va treballar com a periodista del diari comunista L'Unità i va ser activista destacat de l'organització LGTB Arcigay.
En el debat de l'eurocomunisme va ser un dels membres del Secretariat Nacional del Partit Comunista Italià (PCI) que es va oposar a la dissolució del partit proposada (1991) per Achille Occhetto i es va unir al Partit de la Refundació Comunista (fundador de Refundació Comunista)
El 1992 va ser elegit membre de la Cambra de Diputats, un lloc que va ocupar fins a 2005 quan va dimitir fer-se càrrec de la Presidència de la Regió de la Pulla. Va ser membre de la Comissió Antimàfia italiana i va destacar per la seva forta oposició a la màfia i el crim organitzat.
El 2005 va guanyar la candidatura a la Presidència de la Regió de la Pulla per la coalició d'esquerres l'esquerra L'Unione. Va guanyar les primàries a Francesco Boccia, contra els pronòstics dels sectors més moderats que consideraven impossible que un comunista i homosexual pogués ser elegit president d'una regió del sud d'Itàlia considerada molt conservadora i catòlica. [1] Vendola, però, es declara com "creient" (en la línia de Pax Christi) i assegura que "el llibre més important per a un comunista com jo, és la Bíblia".
En les eleccions regionals de la Pulla, de l'abril de 2005, va derrotar per estret marge el president sortint, Raffaele Fitto, candidat de la Casa de les Llibertats, convertint-se així en el primer membre de Refundació Comunista que accedia a la presidència d'una de les regions italianes.
Vendola és també un poeta: alguns dels seus poemes han estat recollits al llibre "L'ultimo mare". La seva figura ha inspirat la pel·lícula biogràfica "Nichi".

## Vendola i Sinistra Ecologia Libertà (SEL)

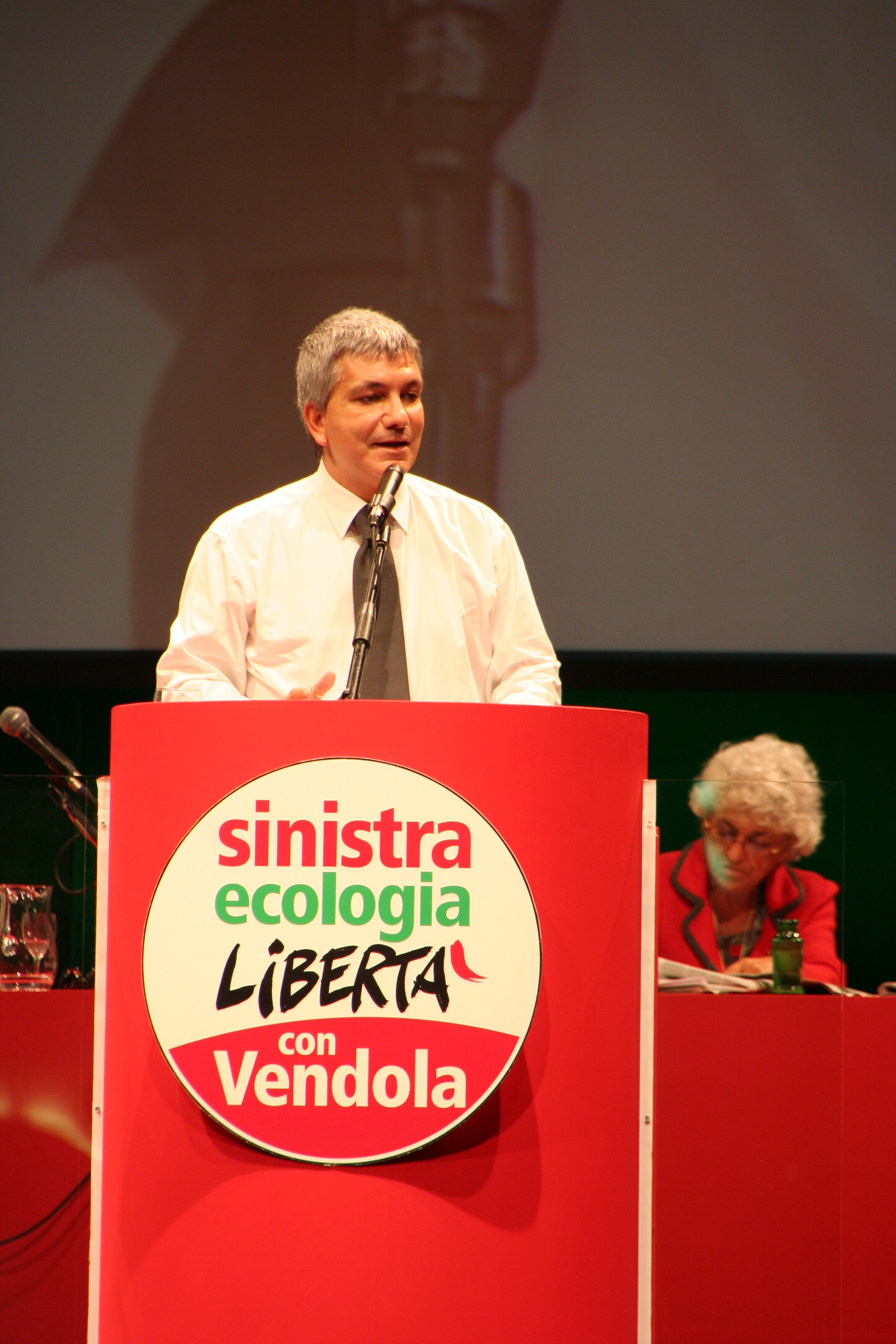
Nichi Vendola, President de Sinistra Ecologia Libertà, al 1r congrés de SEL. Florència, octubre de 2010.

Nichi Vendola va ser un dels dos principals candidats que van concórrer a la presidència de Refundació Comunista, en el congrés de juliol de 2008, però va perdre davant d'una aliança encapçalada per l'altre candidat destacat, Paolo Ferrero, exministre en el darrer gabinet de Prodi. Després de la derrota, els partidaris de Vendola van renunciar a totes les posicions executives al partit.
El 24 de gener de 2009, a Chianciano Terme, va fundar el nou partit Movimento per la Sinistra (MpS). A les eleccions europees del 2009, el MpS es va presentar conjuntament amb Sinistra Democratica, els Verds, el Partit Socialista i Unire la Sinistra a la coalició Sinistra e libertà. El desembre de 2009 la coalició es va transformar en Sinistra Ecologia Libertà (SEL) i Vendola es va convertir en el primer líder del partit.
A finals de 2009 la seva candidatura per a la reelecció a la presidència de la Regió de la Pulla va ser discutida pels seus aliats de centreesquerra del Partito Democratico, que li va demanar la renúncia per tal de facilitar l'elecció d'un candidat que pogués aglutinar més espectre polític. Vendola es va negar a dimitir i es va obrir un debat intern que van concloure amb una votació amb Francesco Boccia. Vendola va guanyar amb més del 67% dels vots que el van ratificar com a líder de la coalició de centreesquerra, i va derrotar el candidat de centredreta Rocco Palese per un ampli marge.
Al juliol de 2010, durant el congrés general de les anomenades "fàbriques de Nichi", Nichi Vendola va anunciar la seva candidatura per a les eleccions primàries de la centreesquerra, que se celebraran el 2012 per designar qui s'hagi d'enfrontar a Silvio Berlusconi a les eleccions generals 2013. Després de l'anunci de la seva candidatura, el Partit Demòcrata qüestiona fortament la seva candidatura, les enquestes són favorables a Vendola tant en l'enfrontament amb Pierluigi Bersani, secretari del Partito Democratico, com contra Silvio Berlusconi, actual primer ministre.
En el primer congrés d'Esquerra Ecologia i Llibertat, que es va celebrar l'octubre de 2010, al Teatre Saschall de Florència, Vendola va ser escollit per unanimitat dels 1.500 delegats del partit.